# 3-羟基-1-金刚烷甲酸
3-羟基-1-金刚烷甲酸是一种有机化合物，其母体金刚烷上的1-位连有羧基，3-位连有羟基。它可以和金属盐反应，形成配合物。

## 制备
3-羟基-1-金刚烷甲酸可由1-金刚烷甲酸的溴化及水解反应制得，或由1:6的硝硫混酸对其氧化来制备。高锰酸钾在碱性条件下氧化1-金刚烷甲酸也可得到产物。